# Chlorophorus sexguttatus
Chlorophorus sexguttatus là một loài bọ cánh cứng trong họ Cerambycidae.